# Almindelig merian
Almindelig merian (Origanum vulgare) – også kaldt oregano eller blot merian – er en urteagtig plante med en busket vækst. Blomsterne er lyserøde eller hvide og sidder i små stande. Hele planten bærer kirtler med duftende, æteriske olier. Blomsternes nektar søges ivrigt af bier, humlebier og sommerfugle. De tørrede blade bruges under navnet oregano som krydderurt og er det klassiske 'pizzakrydderi'. Krydderiet merian stammer derimod ikke fra almindelig merian, men fra den nært beslægtede havemerian.

## Kendetegn
Merian er en flerårig, urteagtig plante med en opret, busket vækstform. Stænglerne er rødlige, firkantede og spredt behårede. Bladene er modsatte og næsten glatte med groft tandet rand. Oversiden er mørkt grågrøn, mens undersiden er lysegrøn med tydelige prikker. Blomstringen sker i juli-september, hvor skuddene afsluttes med halvskærme af små, lyserøde blomster. Frøene modner godt og spirer villigt på egnede, tørre steder.
Rodsystemet er kraftigt og meget dybtgående.
Merian bliver cirka 50 centimeter i både højden og bredden.

## Udbredelse
Merianet er en typisk steppeplante, som vokser overalt på lysåbne steder med veldrænet, gerne kalkrig jord.
Den er udbredt i Makaronesien, Nordafrika, Mellemøsten, Kaukasus, Rusland, Centralasien, det Indiske subkontinent, Sibirien og Kina. I Danmark er den almindelig på Øerne, mens den er mere sjælden i Jylland.
På nordsiden af Lille Langbjerg på Møn vokser arten i græsningsarealer på kalkbund sammen med bakketidsel, almindelig brunelle, hjertegræs, hundegræs, almindelig mælkeurt, almindelig pimpinelle, blågrøn star, dueskabiose, dunet havre, fåresvingel, hulkravet kodriver, humlesneglebælg, håret høgeurt, knoldranunkel, lav tidsel, liden klokke, smalbladet timian, stivhåret borst og vild hør.

## Anvendelse
Planten er velegnet i en anlagt blomstereng, hvor den, sammen med sine naturlige naboer, bidrager til den ret sene blomstring.
De tørrede blade bruges som krydderurt og i visse former for naturmedicin.

## Underarter
- Græsk oregano (Origanum vulgare ssp. hirtum)

| Portal | Portal:Botanik |